# Kurt Shimada
Kurt Shimada,  alias Immortal, född 23 september 1983, är en amerikansk före detta professionell e-sport-spelare som nådde framgångar i fps-spelet Quake II. Han var under en tid en av medlemmarna i den legendariska klanen Death Row.
Shimada växte upp i San Francisco Bay Area och började spela datorspel när han var 10 år gammal. Vid 15 års ålder gjorde han sig ett namn inom Quake II scenen då han slutade på en andra plats under Professional Gamers League (PGL 1998) då han förlorade finalen mot Dennis Fong. 1999 vann han CPL Extreme Annihilation då han besegrade  Dan 'RiX' Hammans i finalen och erhöll därmed $5,000 i prispengar. Han spelade även Quake III.
Shimada har tävlat i Mountainbike.